# The Staple Singers
The Staple Singers fue un grupo estadounidense originarias de la ciudad de Chicago, Illinois. Su estilo musical son el gospel, soul e R&B. Roebuck "Pops" Staples (1914 - 2000), el jefe de la familia, formó un grupo con sus hijas Cleotha (1934 - 2013), Pervis (1935), Yvonne (1936) y Mavis (1939). Ellas son más conocidas por sus éxitos de la década de 1970 "I'll Take You There", "Respect Yourself" y "Let's Do It Again".

## Discografía

### Estudio
- 1959 Uncloudy Day

- 1961 Swing Low Sweet Chariot

- 1962 Hammer and Nails

- 1962 Swing Low

- 1962 The 25th Day of December

- 1963 Gamblin' Man

- 1964 This Little Light

- 1965 Amen!

- 1965 Freedom Highway

- 1967 For What It's Worth

- 1968 Soul Folk in Action

- 1969 Will the Circle Be Unbroken

- 1970 Landlord

- 1970 We'll Get Over

- 1971 The Staple Swingers

- 1972 Be Altitude: Respect Yourself

- 1973 Be What You Are

- 1974 City in the Sky

- 1975 Let's Do It Again

- 1976 Pass It On

- 1977 Family Tree

- 1978 Unlock Your Mind

- 1981 Hold on to Your Dream

- 1981 This Time Around

- 1984 Turning Point

- 1985 The Staple Singers

### Misceláneas
- 1990 The Best of the Staple Singers

- 2004 The Ultimate Staple Singers: A Family Affair